# William J. Kennedy
Œuvres principales
- L'Herbe de fer

William Joseph Kennedy, né le 16 janvier 1928 à Albany dans l'État de New York, est un écrivain et journaliste américain.
Il écrit des romans décrivant les interactions entre les membres d'une famille irlando-américaine, l'histoire d'Albany et le surnaturel. Parmi ses œuvres, on trouve The Ink Truck (1969), Legs (1975), Billy Phelan (1978), L'Herbe de fer (1983, Prix Pulitzer de la fiction en 1984, film en 1987), et Roscoe (2002).

## Biographie
Diplômé du Siena College à Loudonville (NY), Kennedy réside actuellement à Averill Park, un hameau situé à 25 kilomètres à l'est d'Albany. Après avoir effectué son service militaire, Kennedy vit à Porto Rico où il rencontre son mentor, Saul Bellow qui l'encourage à écrire des romans. Alors qu'il réside à San Juan, il se lie d'amitié avec le journaliste et auteur Hunter S. Thompson, une amitié qui durera pendant toute leur carrière. Kennedy, qui était impatient de quitter Albany dans sa jeunesse, y retourne et travaille pour le journal Times Union comme journaliste d'investigation et écrit sur la machine politique de O'Connell.

## Œuvres

### Fiction
- The Ink Truck. New York : Viking Press, 1969.

#### Le cycle d'Albany
- Jack Legs Diamond (Legs), New York, Penguin Books, 1975 ;
- Billy Phelan (Billy Phelan's Greatest Game), New York, Viking Press, 1978 ;
- L'Herbe de fer (Ironweed), New York, Viking Press, 1983 ;
- Le Livre de Quinn (Quinn's Book), New York, Viking Press, 1988 ;
- Vieilles Carcasses (Very Old Bones), New York, Viking Press, 1992 ;
- Le Bouquet embrasé (The Flaming Corsage), New York, Viking Press, 1996 ;
- Roscoe, New York, Viking Press, 2002.

### Autres
- O Albany!: Improbable City of Political Wizards, Fearless Ethnics, Spectacular Aristocrats, Splendid Nobodies, and Underrated Scoundrels, New York, Viking Press, 1983 ;
- The Making of Ironweed, New York, Viking Penguin, 1988 ;
- Riding the Yellow Trolley Car, New York, Viking Press, 1993.

### Scénarios
- Cotton Club, coécrit avec Francis Ford Coppola, New York, St. Martin's Press, 1986 ;
- Ironweed, Tri-Star, 1987.

### Pièces
- Grand View, créée au Capital Repertory Theatre, Albany, 1996 ;
- In the System, HumaniTech, University at Albany, March 2003.

### Livres pour enfants
En collaboration avec Brendan Kennedy :
- Charlie Malarkey and the Belly Button Machine, New York, Atlantic Monthly Press, 1986 ;
- Charlie Malarkey and the Singing Moose, New York, Viking Children's Books, 1994.

## Distinctions

### Prix
- 1983 : Prix MacArthur
- 1983 : National Book Critics Circle Award pour L'Herbe de fer
- 1984 : American Book Awards pour O Albany!
- 1984 : Prix Pulitzer de la fiction pour L'Herbe de fer
- 1987 : Bourse Guggenheim
- 2001 : Helmerich Award (en)

### Décorations
- Commandeur de l'ordre des Arts et des Lettres Il est fait commandeur lors de la promotion du 14 septembre 1993[1].